# Loup County
Loup County is een county in de Amerikaanse staat Nebraska.
De county heeft een landoppervlakte van 1.476 km² en telt 712 inwoners (volkstelling 2000). De hoofdplaats is Taylor.

## Bevolkingsontwikkeling

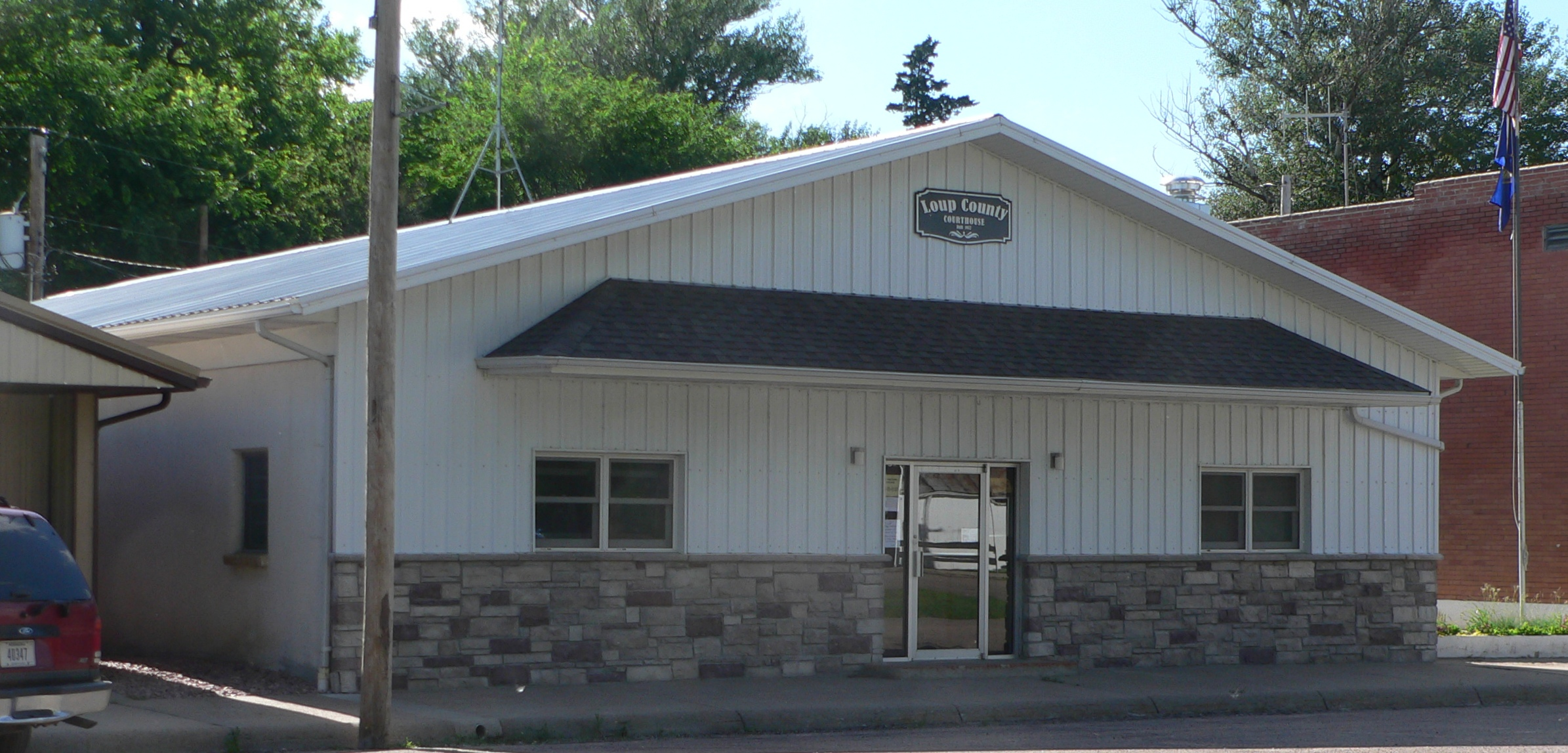
Loup County Courthouse